# Rodeiro (Minas Gerais)
Pour l’article homonyme, voir Rodeiro.
Rodeiro est une municipalité brésilienne de l'État du Minas Gerais et la microrégion d'Ubá.